# Прайор, Роджер
Роджер Аткинсон Прайор (англ. Roger Atkinson Pryor; 19 июля 1828 — 14 марта 1919) — американский газетный редактор, виргинский политик, известный своими речами в защиту сецессии. В годы гражданской войны служил бригадным генералом в армии Конфедерации. После войны переселился на север и стал активным политиком демократической партии.

## Биография

### Ранние годы
Прайор родился на ферме Монтроз около Питерсберга, штат Виргиния. Он был вторым ребёнком в семье священника Теодорика Бленд Прайора и Люси Аткинсон. Его старшую сестру звали Люси. Его отец был внуком знаменитого виргинского политика Ричарда Бленда, а предки по отцовской линии вели своё происхождение от первых виргинских колонистов. После смерти жены его отец женился повторно.
В 1845 году Прайор окончил Хэмпден-Сидней-колледж, а в 1848 — правовую школу при Виргинском университете. На следующий год он был допущен к юридической практике, но отказался от этой деятельности ввиду плохого состояния здоровья и начал работать журналистом.
В 1859 году Прайор был избран в Палату представителей США от Демократической партии. В апреле 1860 года во время выступления против рабства представителя Иллинойса Оуэна Лавджоя, Прайор и несколько других демократов в зале пришли в ярость из-за его высказываний и пригрозили ему физической расправой, в то время как несколько республиканцев бросились на защиту выступавшего.

### Гражданская война
В самом начале 1861 года Прайор агитировал за незамедлительную сецессию Виргинии. В апреле он отправился в Чарлстон, где настаивал на атаке форта Самтер, полагая, что это повлечет за собой сецессию Виргинии. 12 апреля он и его жена Сара присутствовали в последнею делегации в форт. После этого он отправился в форт Джонсон, где ему предложили сделать первый выстрел, но он отказался со словами: «Я не могу себе позволить сделать первый выстрел в этой войне».
В 1861 году он был переизбран в Конгресс США, но из-за отделения Виргинии его полномочия прекратились. Прайор стал делегатом Временного Конгресса Конфедерации и Первого Конгресса Конфедерации.
Прайор пошёл на службу в армию Конфедерации и стал полковником 3-го виргинского пехотного полка. 16 апреля 1862 года получил звание бригадного генерала. На тот момент его бригада состояла из четырёх полков и одного временно приданого батальона:
- 2-й Флоридский пехотный полк, полковник Эдвард Перри
- 14-й Алабамский пехотный полк, подполковник Бэйн
- 3-й Вирджинский пехотный полк,
- 14-й Луизианский пехотный полк, полковник Зебулон Йорк
- 1-й луизианский батальон Коппенса (временно придан)

Эта бригада прошла всю кампанию на полуострове в составе дивизии Лонгстрита, после чего из неё вывели луизианские подразделение и ввели два флоридские полка: 5-й и 8-й. Эта бригада со временем получила название «Флоридская». В таком виде она участвовала во втором сражении при Булл-Ран, где числилась в дивизии Ричарда Андерсона. Эта дивизия пришла на поле боя последней, при этом Прайор не смог грамотно ей управлять и не успел включиться в бой.
17 сентября во время сражения при Энтитеме дивизия Андерсона так же прибыла на поле боя в середине дня и была послана в центр позиций армии. Почти сразу же генерал Андерсон был ранен осколком и Прайор принял командование дивизией. Он не знал, какие Андерсону отданы приказы и не смог сориентироваться в обстановке, в результате чего его дивизия оказалась дезорганизована. Бригады вошли в бой сами по себе, без единого управления и вскоре смешались в одну толпу, что в итоге привело к отступлению и фактически бегству некоторых подразделений. В итоге после сражения генерал Ли отстранил Прайора от командования бригадой.

### Семья
Был женат на Саре Прайор — писательнице и общественной деятельнице. Их дочь Фрэнсис Прайор (Frances (Fanny) Theodora Bland Pryor) была замужем за художником Уильямом Доджем.